# Pulo Siblah
Pulo Siblah is een bestuurslaag in het regentschap Pidie van de provincie Atjeh, Indonesië. Pulo Siblah telt 236 inwoners (volkstelling 2010).